# Suzanne Louis-Lane
Suzanne „Sue“ Louis-Lane (* 7. Oktober 1965) ist eine ehemalige englische Badmintonspielerin. 

## Karriere
Suzanne Louis-Lane gewann 1993 und 1994 die nationalen englischen Titelkämpfe. 1992 war sie bei den Welsh International erfolgreich. Bei den Commonwealth Games 1994 gewann sie Gold mit dem englischen Team.

## Sportliche Erfolge
| Saison | Veranstaltung                  | Disziplin   | Platz | Name                           |
| ------ | ------------------------------ | ----------- | ----- | ------------------------------ |
| 1989   | Irish Open                     | Dameneinzel | 1     | Sue Louis-Lane                 |
| 1989   | Irish Open                     | Mixed       | 1     | Miles Johnson / Sue Louis-Lane |
| 1989   | Amor International             | Dameneinzel | 1     | Sue Louis-Lane                 |
| 1989   | Amor International             | Damendoppel | 1     | Sue Louis-Lane / Tracy Dineen  |
| 1991   | Spanish International          | Dameneinzel | 1     | Sue Louis-Lane                 |
| 1992   | Welsh International            | Dameneinzel | 1     | Sue Louis-Lane                 |
| 1993   | England: Einzelmeisterschaften | Dameneinzel | 1     | Sue Louis-Lane                 |
| 1994   | England: Einzelmeisterschaften | Dameneinzel | 1     | Sue Louis-Lane                 |
| 1994   | Commonwealth Games             | Team        | 1     | England                        |